# 小さな経験
「小さな経験」（ちいさなけいけん、原題：The Love You Save）は、ジャクソン5が1970年に発表したシングル曲。モータウンとの契約後としては3作目のシングル。

## 解説
セカンド・アルバム『ABC』（1970年）からのシングル・カット。A面・B面の両方とも、プロデューサー・チームのザ・コーポレーション（ベリー・ゴーディ、フレディー・ペレン、アルフォンソ・ミゼル、ディーク・リチャーズ）がジャクソン5に書き下ろした曲である。
ジャクソン5は本作で、メジャー・デビュー作「帰ってほしいの」から3作連続となる、Billboard Hot 100と『ビルボード』誌のR&Bチャートの両方での1位獲得を果たした。モータウンの社長ベリー・ゴーディ・ジュニアは、ジャクソン5のデビュー前、ジャクソン5のレコードは3曲連続で1位になると言ってグループを励ましており、それが実現した形となった。

## サウンドトラックでの使用例
- アメリカ映画『マシュー・マコノヒー マーシャルの奇跡』（2006年公開）[4]

## カヴァー
- フィンガー5 - 『個人授業-First Album』（1973年）
  - 日本語詞は片桐和子による。
- ハンソン - インディーズ時代のアルバム『Boomerang』（1995年）で取り上げた[5]。
- NONA REEVES - シングル『透明ガール』にて「ジャクソン・ファイブ・メドレー」のうちの一曲としてカヴァー(2005年) のちにアルバム「Free Soul of NONA REEVES」に再録(2006年)